# Motti nazionali dell'Unione Europea
L'Unione europea è un'entità politica sovranazionale composta da 27 Stati sovrani e 12 territori associati. Non tutti gli Stati hanno un motto.

## Lista dei motti

### Unione Europea
La stessa Unione è dotata di un motto identitario, rintracciabile nella locuzione latina In varietate concordia.

(IT) Unità nella diversità
(EN) United in diversity

### Stati membri
| Stato           | Motto nelle lingue ufficiali                                                                                         | Traduzione italiana                         | Nota                    |
| --------------- | --- | ------------------------------------------- | ----------------------- |
| Belgio          | (NL) Eendracht maakt macht (FR) L'Union fait la force (DE) Einigkeit macht stark                                     | L'unione fa la forza                        | [ 2 ]                   |
| Francia         | (FR) Liberté, Égalité, Fraternité                                                                                    | Libertà, Uguaglianza, Fratellanza           | [ 3 ]                   |
| Germania        | (DE) Einigkeit und Recht und Freiheit                                                                                | Unità, giustizia e libertà                  |                         |
| Italia          | – | –                                           |                         |
| Lussemburgo     | (LB) Mir wëlle bleiwe wat mir sinn (FR) Nous voulons rester ce que nous sommes (DE) Wir wollen bleiben, was wir sind | Vogliamo rimanere ciò che siamo             | [ 4 ]                   |
| Paesi Bassi     | (NL) Ik zal handhaven (FR) Je maintiendrai                                                                           | Io manterrò                                 | [ 5 ]                   |
| Danimarca       | (DA) Forbundne, forpligtet, for Kongeriget Danmark                                                                   | Uniti, impegnati, per il Regno di Danimarca | Motto del Re Federico X |
| Irlanda         | (GA) Éire go deo | Irlanda per sempre                          | Non ufficiale           |
| Grecia          | (EL) Ελευθερία ή Θάνατος (Elefthería í Thánatos)                                                                     | Libertà o morte                             | [ 6 ] [ 7 ]             |
| Portogallo      | (PT) Esta è a Ditosa Pátria Minha Amada                                                                              | Questa è la benedetta patria mia amata      | [ 8 ]                   |
| Spagna          | (LA) Plus Ultra | Al di là                                    | [ 9 ]                   |
| Austria         | – | –                                           |                         |
| Finlandia       | – | –                                           |                         |
| Svezia          | (SV) För Sverige - i tiden                                                                                           | Per la Svezia - Nei tempi                   | [ 10 ]                  |
| Cipro           | (EL) Δεν ξεχνώ και αγωνίζομαι (Ðen xehnò kè aghonísome)                                                              | Non dimentico e mi sforzo                   |                         |
| Estonia         | (ET) Heade üllatuste maa                                                                                             | Positivamente sorprendente                  | [ 11 ]                  |
| Lettonia        | (LV) Tēvzemei un Brīvībai                                                                                            | Per la Patria e la Libertà                  |                         |
| Lituania        | (LT) Tautos jėga vienybėje                                                                                           | La forza della nazione è nell'unità         |                         |
| Malta           | (LA) Virtute et constantia                                                                                           | Virtù e costanza                            |                         |
| Polonia         | (PL) Bóg, Honor, Ojczyzna                                                                                            | Dio, Onore, Patria                          | Non ufficiale           |
| Repubblica Ceca | – | –                                           |                         |
| Slovacchia      | (SK) Verní sebe, svorne napred!                                                                                      | Fedeli a se stessi, concordi avanti!        |                         |
| Slovenia        | – | –                                           |                         |
| Ungheria        | – | –                                           |                         |
| Bulgaria        | (BG) Съединението прави силата (Sădinenieto pravi silata)                                                            | L'unione fa la forza                        | [ 12 ]                  |
| Romania         | (RO) Deșteaptă-te, române!                                                                                           | Destati, Romania!                           |                         |
| Croazia         | – | –                                           |                         |

## Emblemi

Stemma del Belgio, contenente il motto L'Union fait la force.
Stemma dei Paesi Bassi, contenente il motto Je maintiendrai.
Stemma della Spagna, contenente il motto Plus Ultra.
Stemma della Bulgaria, contenente il motto Съединението прави силата (Syedinenieto pravi silata).